# 551
551 (DLI) fue un año común comenzado en domingo del calendario juliano, en vigor en aquella fecha.

## Acontecimientos
- Guerra civil en el reino visigodo de Hispania. Durante todo el año se lucha en pequeños combates dispersos, pero la suerte favorece en general al reconstruido ejército real del rey Agila I. A finales de año el desesperado rebelde Atanagildo envía emisarios al emperador Justiniano I en demanda de ayuda, fiado en que su política de tolerancia a los católicos le granjeará la ayuda del Imperio romano de Oriente.
- marzo - mayo: un terremoto de magnitud desconocida afecta las ciudades griegas de Echinus y Tarphe.
- Los bávaros se expanden y dominan el actual estado alemán de Baviera.
- 9 de julio: un fuerte terremoto de 7,5 en Beirut desencadena un devastador tsunami que afecta a las ciudades costeras de la Fenicia bizantina, causando gran destrucción y hundiendo muchos barcos, y provocando la muerte de 30.000 personas.